# Sportclub 07 Bad Neuenahr
Lo Sportclub 07 Bad Neuenahr, noto anche come SC 07 Bad Neuenahr o più semplicemente Bad Neuenahr, è una società calcistica tedesca con sede a Bad Neuenahr-Ahrweiler, piccolo centro nel land della Renania-Palatinato, meglio nota per la sua sezione di calcio femminile professionistico, ora scomparsa.

## Sezione femminile
Istituita nel 1969, fu iscritta all'allora Deutsche Fußballmeisterschaft, campionato tedesco di categoria della Germania Ovest disputato tra il 1974 e il 1990, torneo che vinse nella stagione 1978.
Dopo la riunificazione tedesca, processo di riconquista dell'unità nazionale che nell'ottobre 1990 si ricongiunse con i territori dell'ex Repubblica Democratica Tedesca, fu una delle squadre che parteciparono, nella stagione 1990-1991, alla prima stagione della neofondata Frauen-Bundesliga, massimo livello unificato del campionato tedesco di categoria, dove militò quasi ininterrottamente fino alla stagione 2012-2013, anno della sua dissoluzione. I gravi problemi economici della società, unitamente alla morte del presidente e direttore sportivo Bernd Stemmeler avvenuta il 17 maggio 2013, costrinsero la società a dichiarare il 27 maggio successivo lo stato di insolvenza alla corte distrettuale di Bad Neuenahr.
I migliori risultati ottenuti dalla squadra furono il quarto posto in Frauen-Bundesliga, raggiunto al termine del campionato 2005-2006, mentre in DFB-Pokal der Frauen, la Coppa di lega femminile della Germania, raggiunge le semifinali nell'edizione 2010-2011.
La squadra femminile verrà in seguito integrata in una nuova realtà societaria, lo Sportclub 2013 Bad Neuenahr.

## Sezione maschile
La sezione maschile giocò al secondo livello del campionato tedesco occidentale nella prima metà degli anni cinquanta, come parte della 2. Liga-Südwest prima di retrocedere nella Amateurliga Rheinland nel 1955. Da quel momento la squadra riuscì ad ottenere prestazioni che la collocavano stabilmente nella parte alta della classifica nel periodo tra gli anni sessanta e settanta. Il Bad Neuenahr ha preso parte per la prima volta alla DFB-Pokal, la Coppa di Germania, nell'edizione 1974-1975, dove vennero eliminati al primo turno dagli avversari del St. Pauli per 3-0. La loro unica altra presenza in una coppa nazionale fu nel 1932, quando hanno raggiunto i quarti di finale della Westpokal regionale.

## Palmarès
- Campionato tedesco: 1

1978